# Ludde (seriefigur)
Ludde är en tecknad hundvalp från Disney. Han är son till Lady och Lufsen och påminner om en mindre version av Lufsen. 
Han förekom i många serier mellan 1950- och 1980-talen. År 2001 fick han en egen film, Lady och Lufsen II: Ludde på äventyr.